# Estadi (mesura)
L'estadi és una de les unitats de longitud de l'antiga Grècia. Com era habitual a l'antiguitat, i de la mateixa manera que altres unitats de longitud (colze, peu…), no hi ha una sola mesura per a l'estadi, sinó que en trobem diverses, que varien segons la situació geogràfica (segons la polis) i temporal.
S'usava per mesurar itineraris, i també la va usar els romans. Un estadi grec equivalia a 600 peus grecs, segons Heròdot, i a 625 peus romans, i una milla romana equivalia a vuit estadis, segons Estrabó.
Aquesta mida es va establir a tota Grècia a partir de la longitud de l'estadi Olímpic a Olímpia, que és de 192 metres, recorreguts a peu des de les columnes d'inici i final de les carreres. Hi va haver certa controvèrsia sobre el valor que realment es va usar i l'exactitud del resultat obtingut. Les mesures que s'han fet mostren que la distància exacta entre el punt de partida i la meta a l'estadi d'Olímpia és de 192,27 metres, i això dona que la mesura del peu olímpic era de 0,3205 metres, cosa que sembla d'acord amb la llegenda que diu que es va usar la mida del peu d'Hèracles per mesurar l'estadi, ja que la mida dels peus dels atletes grecs era inferior.
L'estadi que va usar Eratòstenes per mesurar la circumferència polar de la Terra, es creu que era aproximadament de 185,2 metres (estadi egipci). Si es divideix la circumferència de la terra 40.000.000 metres entre 216.000 segons (60 graus x 60 minuts x 60 segons), el resultat és la mesura d'un estadi, 185 metres. L'estadi àtic mesurava 177,6 metres, segons Tucídides. Els romans en deien stadium i tenia una mesura de 185 metres.
Hi havia múltiples de la mesura segons el tipus de cursa que es realitzava. El diaulos (δίαυλος) corresponia a una cursa de dos estadis, el δόλιδόος ("dolidóos") eren sis estadis o més. Les curses de cavalls normalment recorrien quatre estadis.